# Jan Starkebaum

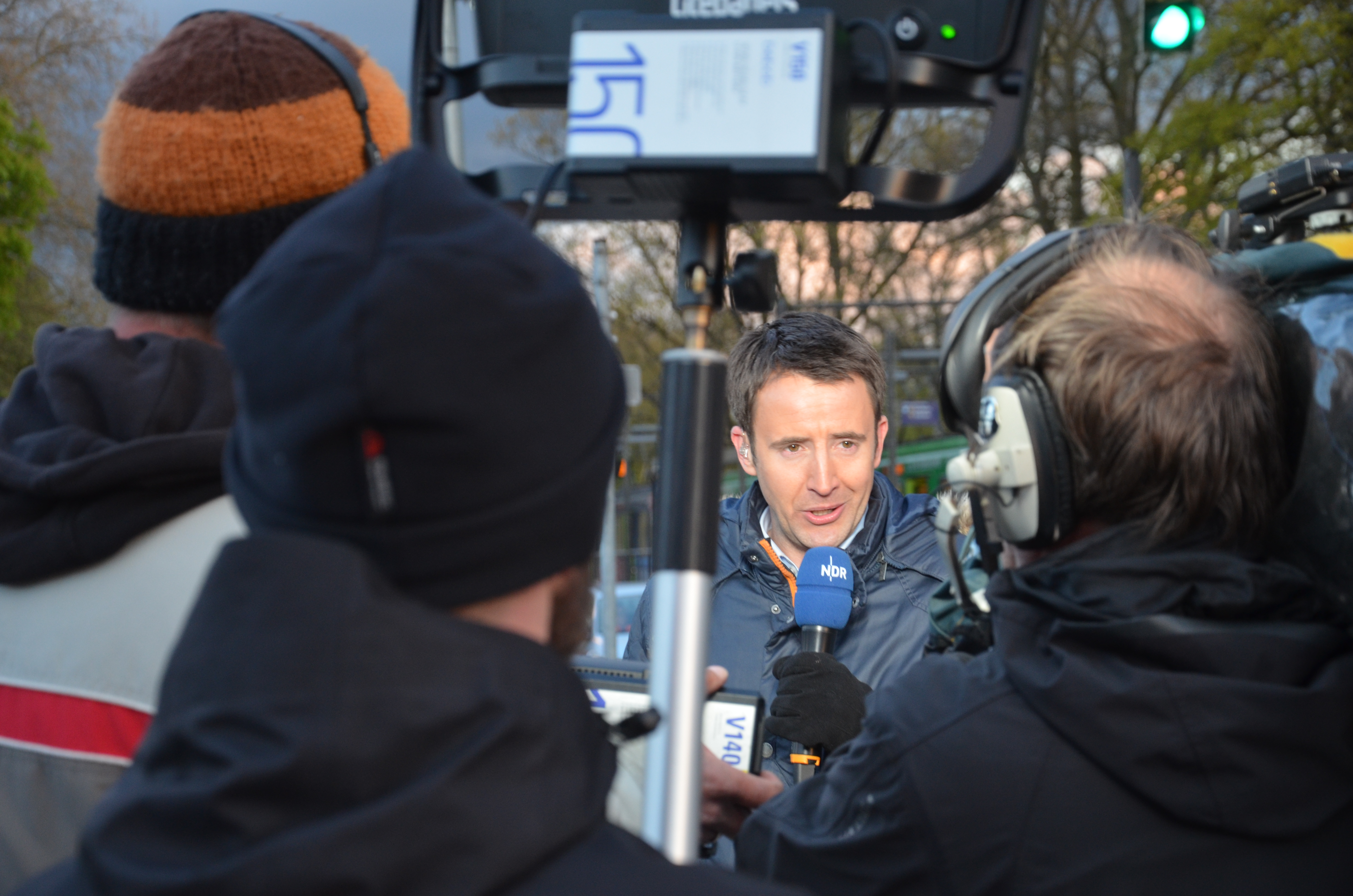
Ein Fernsehteam des NDR um Jan Starkebaum (Mitte) live vor den Herrenhäuser Gärten während der Übertragung zum Besuch von US-Präsident Barack Obama 2016 in Hannover

Jan Starkebaum (* in Hildesheim) ist ein deutscher Journalist sowie Fernseh-Moderator.

## Leben
Geboren und aufgewachsen in Hildesheim, studierte Jan Starkebaum nach einem Schuljahr im US-amerikanischen Bundesstaat Texas das Fach Sozialwissenschaften bis zum Diplom an der Universität Göttingen, unterbrochen von einem, durch das Erasmus-Stipendium geförderten, Semester in der europäischen Hauptstadt Brüssel.
Parallel zu seinen Studien arbeitete Jan Starkebaum als Gestalter von Radiosendungen im NDR-Studio Göttingen, schrieb ehrenamtlich für ein Straßenmagazin und hospitierte zudem im Bundespresseamt. Während eines Volontariats beim Norddeutschen Rundfunk (NDR) lernte Starkebaum das „Handwerk“ des Journalisten, wodurch er schließlich zum NDR Fernsehen nach Hannover in das Landesfunkhaus Niedersachsen kam. Dort begann er 2011 zunächst als Reporter und verstärkte bis Ende 2016 das Moderatoren-Team der Sendung Niedersachsen 18.00. Inzwischen moderiert er seit geraumer Zeit das Landesmagazin Hallo Niedersachsen im NDR Fernsehen. Außerdem ist er bei Sondersendungen, etwa zu Landtagswahlen oder anderen Großereignissen, zu sehen. Seit September 2021 moderiert er vertretungsweise NDR Info. Seit November 2022 moderiert er die Tagesschau-Nachrichten bei Tagesschau24.